# 성산항
성산항(城山港)은 제주특별자치도 서귀포시 성산읍의 항구이다. 해상화물, 해산물의 원활한 유통, 그리고 여객선 교통편의를 위하여 1968년 1월 연안항으로 지정됐다. 일출봉과 우도를 연계한 해상관광 활성화와 어업전진기지로 지정되어 있다. 성산포항(城山浦港)이라고도 한다.